# Farah Salem
Pour les articles homonymes, voir Salem.
Farah Salem, née le 1er mars 2001 au Caire, est une gymnaste artistique égyptienne.

## Carrière
Elle est médaillée d'or au concours général par équipes et médaillée d'argent au concours général individuel et à la poutre aux Championnats d'Afrique de gymnastique artistique 2018.
Elle est médaillée d'or par équipes, médaillée d'argent au concours général individuel et au saut aux Jeux africains de 2019.